# Olivier Mwenze Mukaleng
Olivier Mwenze Mukaleng est un homme politique de Congo-Kinshasa. Le 12 avril 2021, il est nommé ministre des Ressources hydrauliques et de l'Électricité au sein du gouvernement Lukonde sous la présidence de Félix Tshisekedi.